# USS Montpelier (CL-57)
USS Montpelier (CL-57) là một tàu tuần dương hạng nhẹ thuộc lớp Cleveland của Hải quân Hoa Kỳ được hoàn tất trong Chiến tranh Thế giới thứ hai. Nó là chiếc tàu chiến thứ hai của Hải quân Mỹ được đặt cái tên này, được đặt theo tên thành phố Montpelier thuộc tiểu bang Vermont. Nó được cho nhập biên chế vào tháng 7 năm 1942, và đã phục vụ trong nhiều chiến dịch tại Mặt trận Thái Bình Dương. Giống như hầu hết các tàu chị em cùng lớp, nó xuất biên chế không lâu sau khi chiến tranh kết thúc, được đưa về lực lượng dự bị và không bao giờ phục vụ trở lại; con tàu bị tháo dỡ vào đầu những năm 1960. Montpelier được tặng thưởng 13 Ngôi sao Chiến trận do thành tích phục vụ trong Thế Chiến II.

## Thiết kế và chế tạo

### Thiết kế
Lớp Cleveland được thiết kế nhằm mục đích gia tăng tầm xa hoạt động, tăng cường hỏa lực phòng không và sự bảo vệ chống ngư lôi so với các tàu tuần dương Hoa Kỳ trước đây. Cho dù kém hơn ba nòng pháo 6-inch so với những chiếc lớp Brooklyn dẫn trước, hệ thống kiểm soát hỏa lực mới và tiên tiến hơn giúp cho lớp Cleveland có được ưu thế về hỏa lực trong chiến đấu thực tế. Tuy nhiên việc tăng cường thêm dàn hỏa lực phòng không hạng nhẹ cho đến cuối Thế Chiến II khiến các con tàu bị nặng đầu đáng kể.

### Chế tạo
Montpelier được đặt lườn vào ngày 2 tháng 12 năm 1940 tại xưởng đóng tàu của hãng New York Shipbuilding Corporation ở Camden, New Jersey. Nó được hạ thủy vào ngày 12 tháng 2 năm 1942, được đỡ đầu bởi bà Lesley Sayer Corry, phu nhân ngài William F. Carry, thị trưởng thành phố Montpelier, và được cho nhập biên chế vào ngày 9 tháng 9 năm 1942, dưới quyền chỉ huy của hạm trưởng, Đại tá Hải quân Leighton Wood.

## Lịch sử hoạt động

### 1943
Khởi hành từ Norfolk, Virginia, Montpelier đi đến Nouméa, Nouvelle-Calédonie vào ngày 18 tháng 1 năm 1943, nơi Chuẩn Đô đốc Aaron S. Merrill chọn nó làm soái hạm cho Hải đội Tuần dương 12. Vào ngày 25 tháng 1, nó đi đến Efate, New Hebrides, căn cứ nhà mới trong những tháng hoạt động tiếp theo. Trong khi thực hiện một đợt càn quét chung quanh Guadalcanal đang bị bao vây, nó tham gia trận chiến quần đảo Rennell vào ngày 29 tháng 1, ttrận hải chiến cuối cùng của Chiến dịch Guadalcanal.
Montpelier đã hỗ trợ cho cuộc đổ bộ lên quần đảo Russell vào ngày 21 tháng 2. Trong đêm 5–6 tháng 3, nó bắn phá ác liệt sân bay Vila‑Stanmore ở Kolombangara thuộc quần đảo Solomon, và giúp vào việc đánh chìm một tàu khu trục đối phương trong trận chiến eo biển Blackett. Nó cùng với ba tàu tuần dương khác đã bắn phá đảo Poporang trong đêm 29–30 tháng 6 nhằm chuẩn bị cho cuộc chiếm đóng New Georgia. Trong đêm 11–12 tháng 7, nó bắn phá Munda, cho phép binh lính tiếp tục công cuộc chinh phục New Georgia. Nó tuần tra chung quanh khu vực New Georgia trong bốn tháng tiếp theo nhằm ngăn cản sự triệt thoái lực lượng Nhật Bản.
Sau một chuyến đi đến Sydney, Australia, Montpelier gia nhập Lực lượng Đặc nhiệm 39 trong vai trò soái hạm của đơn vị này trong cuộc chiếm đóng các đảo Treasury và Bougainville. Vào ngày 1 tháng 11, nó bắn phá các sân bay Buka‑Bonis ở mũi cực Bắc Bougainville, cùng tấn công các công trình phòng ngự trên các đảo Poporang và Ballale. Đang khi bảo vệ các tàu vận chuyển trong đêm 2 tháng 11, Lực lượng Đặc nhiệm 39, chỉ bao gồm các tàu tuần dương và tàu khu trục, đã đối đầu với một lực lượng hải quân Nhật Bản mạnh trong trận chiến vịnh Nữ hoàng Augusta. Kết quả là một chiến thắng rõ ràng cho phía các tàu chiến Mỹ dưới quyền chỉ huy của Đô đốc Merrill. Trận chiến này đã đẩy lùi một cuộc tấn công vốn sẽ trở thành một thảm họa cho lực lượng đổ bộ lên Bougainville. Ngoài việc trợ giúp vào việc phá hủy một tàu chiến, các xạ thủ của Montpelier còn bắn rơi năm máy bay đối phương.

### 1944

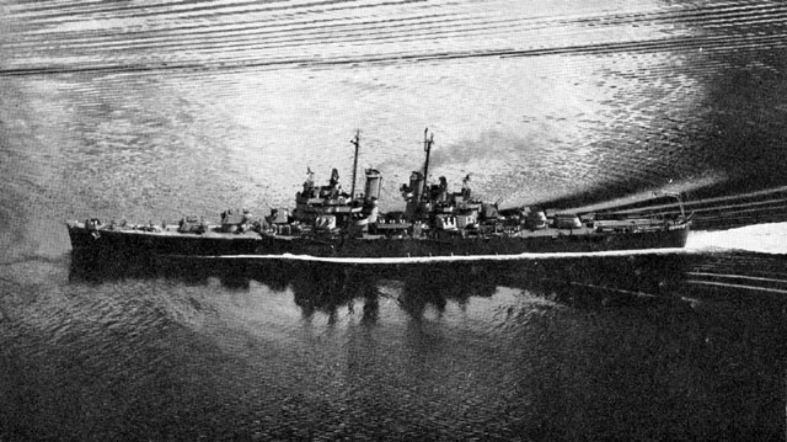
USS Montpelier trước khi được tái trang bị vào năm 1944.

Từ ngày 15 đến ngày 19 tháng 2 năm 1944, Montpelier hỗ trợ cho cuộc đổ bộ lên quần đảo Green thuộc cụm Quần đảo Bismarck. Đến tháng 3, nó săn đuổi tàu bè đối phương tại phía Nam Truk rồi tham gia cuộc chiếm đóng Emirau, bắt đầu bắn phá Saipan vào ngày 14 tháng 6 để hỗ trợ cho cuộc chiếm đóng quần đảo Mariana. Nó gia nhập Lực lượng Đặc nhiệm 58 và tham gia Trận chiến biển Philippine trong các ngày 19–21 tháng 6. Trong cuộc đụng độ mang tính quyết định này, những liên đội không lực trên các tàu sân bay Nhật Bản đã hầu như bị xóa sổ. Montpelier quay trở lại Mariana tiếp tục việc bắn phá Saipan, Tinian và Guam. Nó rời khu vực Mariana vào ngày 2 tháng 8 quay trở về Hoa Kỳ để đại tu.

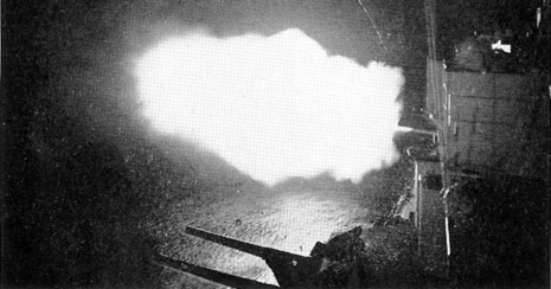
Dàn pháo chính của Montpelier đang bắn trong Trận chiến vịnh Nữ hoàng Augusta

Quay trở lại chiến trường vào ngày 25 tháng 11, Montpelier tham gia một đội đặc nhiệm ngoài khơi vịnh Leyte. Trong khi di chuyển tuần tra bảo vệ ngoài khơi vịnh, nó bị hư hại nhẹ bởi một cuộc tấn công cảm tử kamikaze vào ngày 27 tháng 11. Nó cũng đã đánh trả nhiều cuộc tấn công kamikaze khác, bắn rơi bốn máy bay đối phương.

### 1945

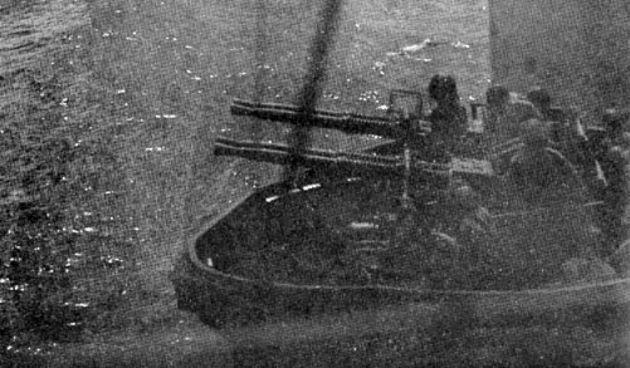
Khẩu đội 40 mm bên mạn phải

Bắt đầu từ ngày 12 tháng 12 năm 1944, Montpelier hỗ trợ cho các bãi đổ bộ trong cuộc chiếm đóng Mindoro. Chống trả lại các cuộc tấn công kamikaze, nó bảo vệ cho các tàu chở quân đổ bộ trong vịnh Lingayen vào tháng 1 năm 1945. Đến tháng 2, nó hỗ trợ cho các hoạt động ngoài khơi cảng Mariveles Harbor, Corregidor và Palawan, rồi từ ngày 14 đến ngày 23 tháng 4, nó hỗ trợ cho cuộc đổ bộ lên Mindanao. Từ căn cứ của nó tại vịnh Subic, nó lên đường đi đến vịnh Bruney thuộc Borneo, đến nơi vào ngày 9 tháng 6. Từ ngày 17 tháng 6 đến ngày 2 tháng 7, nó hoạt động ngoài khơi các giếng dầu tại Balikpapan, hỗ trợ cho các tàu quét mìn, các đội phá hoại ngầm dưới nước và các lực lượng đổ bộ. Binh lính Australia rất ngưỡng mộ việc bắn phá tiêu diệt vị trí đối phương, vốn đã tiết kiệm nhiều sinh mạng của phe Đồng Minh. Vào cuối tháng 7 và đầu tháng 8, Montpelier thực hiện ba đợt càn quét chống tàu bè đối phương trong Biển Đông.

### Sau chiến tranh

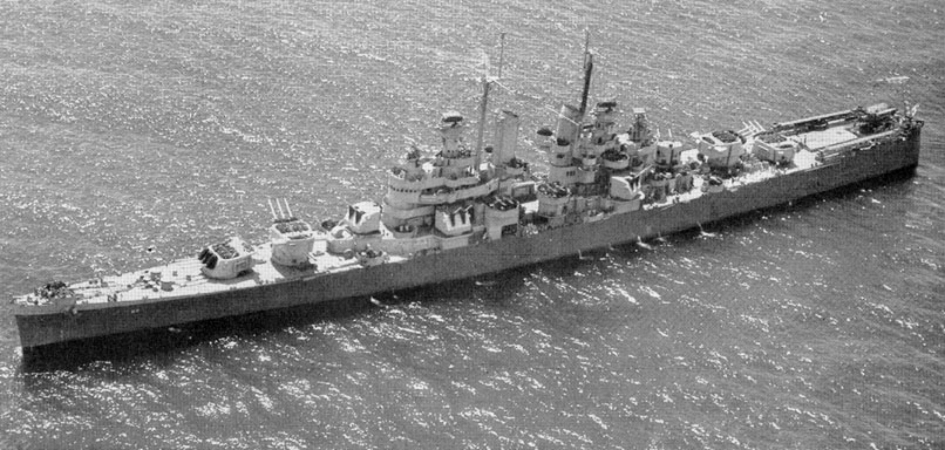
Montpelier vào năm 1945, ảnh chụp từ trên không

Khi chiến sự kết thúc, Montpelier thả neo ngoài khơi Wakayama, Nhật Bản, giúp đỡ vào việc nhanh chóng di tản các tù binh chiến tranh Đồng Minh. Sau một lượt khảo sát các con tàu Nhật Bản còn sống sót, một phần thủy thủ đoàn đã lên bờ viếng thăm Hiroshima. Vào ngày 18 tháng 10, nó hỗ trợ cho việc đổ bộ lực lượng chiếm đóng tại Matsuyama. Montpelier khởi hành từ Hiro Wan để rời vùng biển Nhật Bản vào ngày 15 tháng 11 hướng sang vùng Bờ Đông. Từ vùng Tây Thái Bình Dương, điểm dừng đầu tiên của Montpelier là Hawaii, rồi đến San Diego, California trước khi hướng về phía Nam để băng qua kênh đào Panama đến điểm dừng sau cùng là New York.
Nó trình diện để hoạt động cùng với Hạm đội Đại Tây Dương vào ngày 11 tháng 12, và đến ngày 1 tháng 7 năm 1946 được điều phục vụ cùng với Hạm đội 16. Montpelier được cho ngừng hoạt động và đưa về lực lượng dự bị tại Philadelphia vào ngày 24 tháng 1 năm 1947. Nó được cho rút khỏi danh sách Đăng bạ Hải quân vào ngày 1 tháng 3 năm 1959, và được bán cho hãng Bethlehem Steel Co. để tháo dỡ vào ngày 22 tháng 1 năm 1960.

## Phần thưởng
Montpelier được tặng thưởng 13 Ngôi sao Chiến trận do thành tích phục vụ trong Thế Chiến II.
|  |                                                                     |  |
|  | Silver star · Silver star · Bronze star · Bronze star · Bronze star |  |
|  |                                                                     |  |

| Dãi băng Hoạt động Tác chiến            | Dãi băng Hoạt động Tác chiến                                             | Đơn vị Tuyên dương Hải quân                                              | Đơn vị Tuyên dương Hải quân                    |
| Huân chương Chiến dịch Hoa Kỳ           | Huân chương Chiến dịch Châu Á-Thái Bình Dương với 13 Ngôi sao Chiến trận | Huân chương Chiến dịch Châu Á-Thái Bình Dương với 13 Ngôi sao Chiến trận | Huân chương Chiến thắng Thế Chiến II           |
| Huân chương Phục vụ Chiếm đóng Hải quân | Đơn vị Tuyên dương Tổng thống Philippine                                 | Đơn vị Tuyên dương Tổng thống Philippine                                 | Huân chương Giải phóng Philippine (Philippine) |

## Những hình ảnh

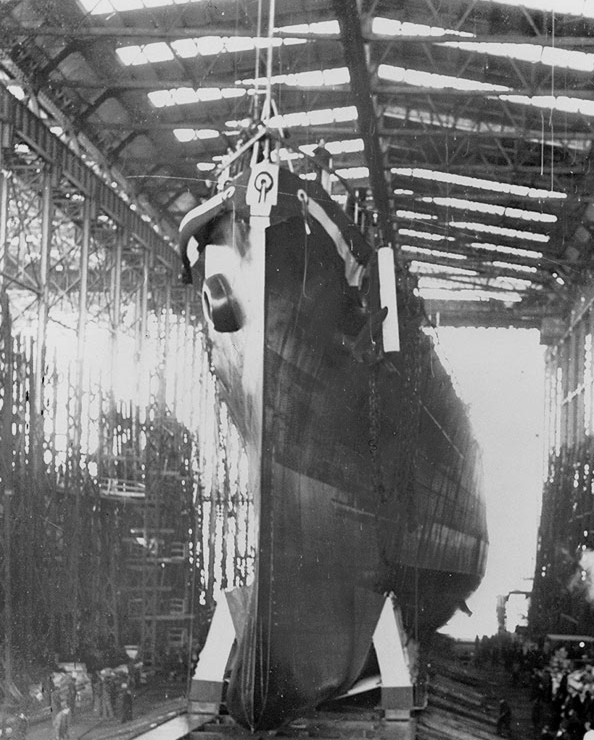
Montpelier lúc hạ thủy.
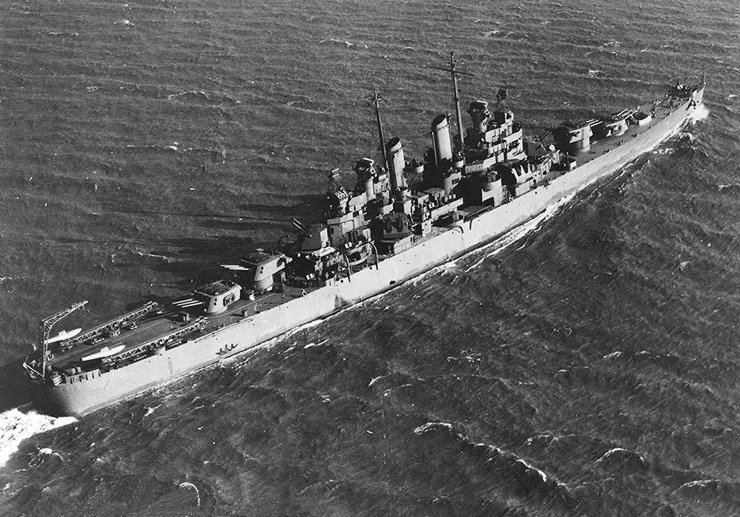
Montpelier chạy thử máy gần Philadelphia.
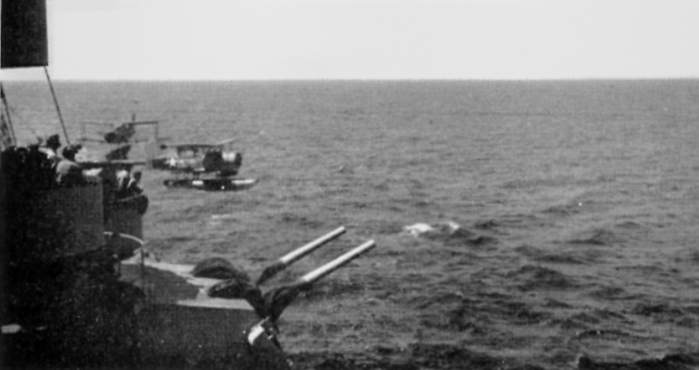
Một thủy phi cơ SOC Seagull được phóng từ Montpelier.
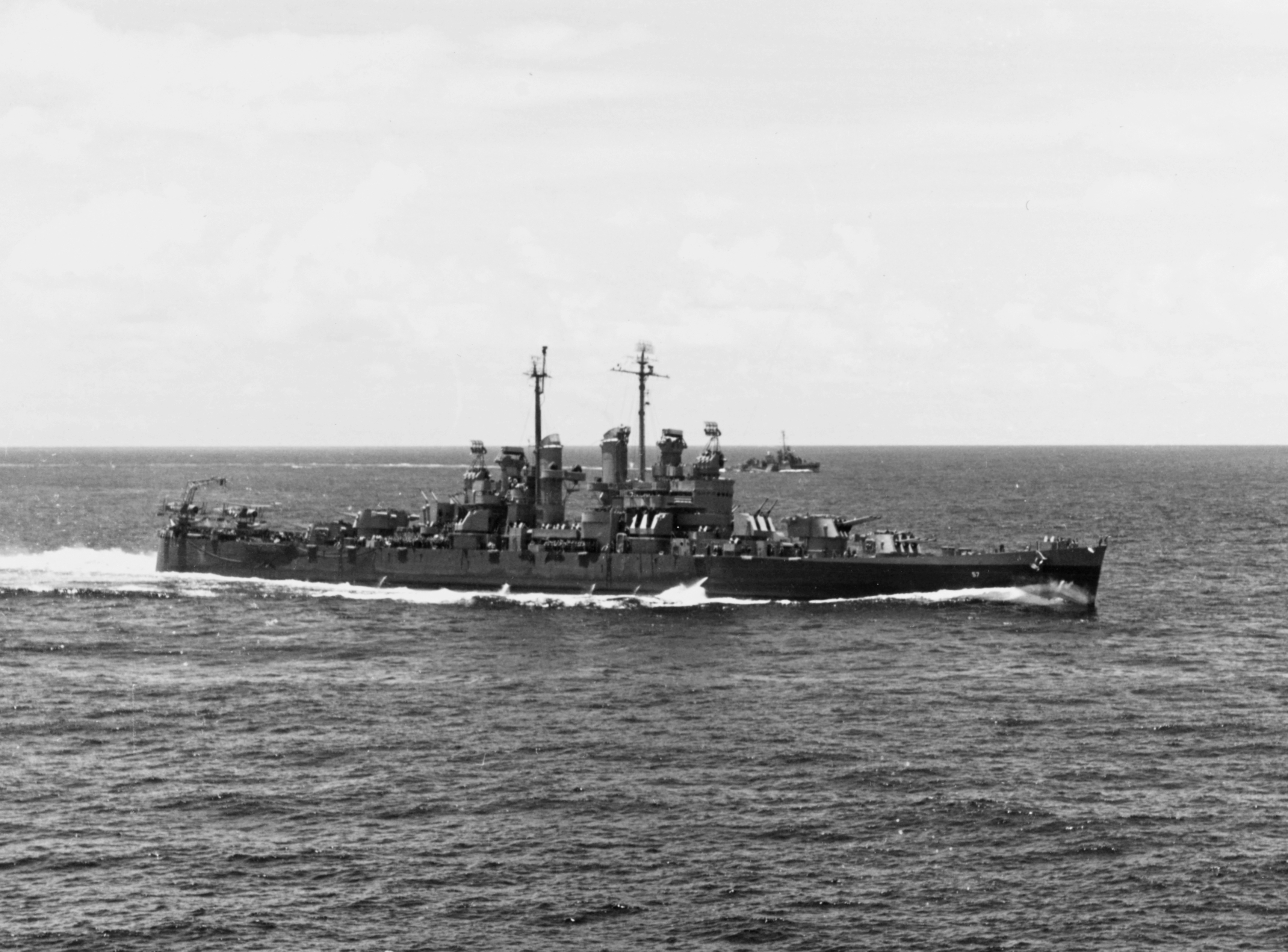
Montpelier trên đường đi vào tháng 6 năm 1944.
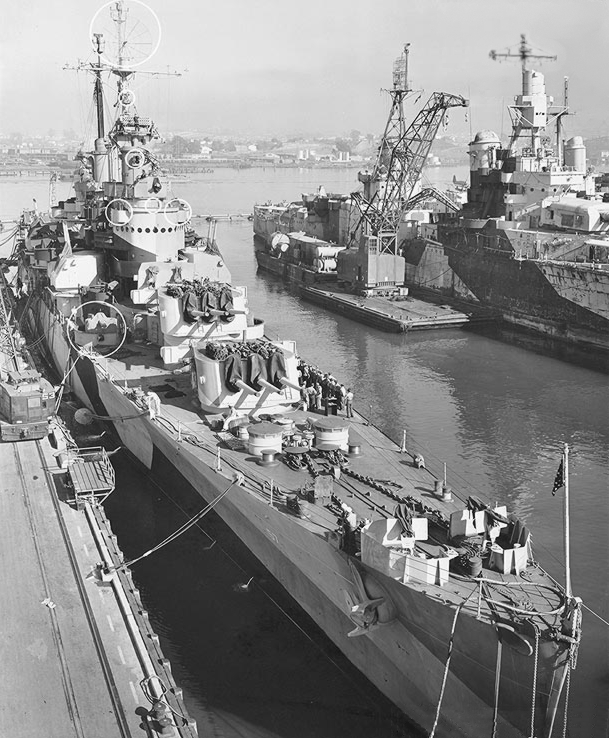
Montpelier neo đậu tại Xưởng hải quân Mare Island, California.
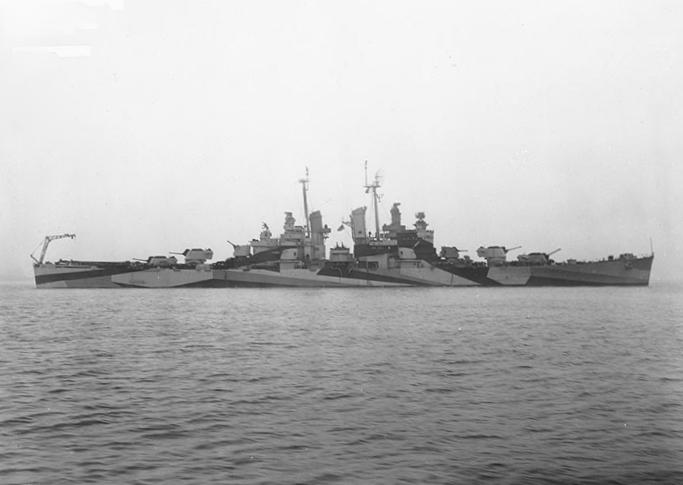
Montpelier trong màu sơn ngụy trang.